# Cromlech (grupo musical)
Cromlech fue un efímero grupo de música folk y celta originario de Swansea, Gales, creado en 1978 y disuelto en 1982. La formación inicial del grupo estaba integrada por Peter Stacey (flauta, flauta irlandesa y bodhrán), Stevie Wishart (flauta), Tommy Jenkins (cromorno y guitarra), Delyth Evans (arpa celta) y Chris Dendle (guitarra de doce cuerdas). Más tarde se les unió el guitarrista y bajista Martin Ace.
Participaron en la segunda edición del Festival de Ortigueira en 1979, en el que compartieron escenario con el arpista gallego Emilio Cao, con el que ya habían colaborado en su segundo álbum, Lenda da pedra do destino.
Publicaron solo dos discos, Gwlith Y Bore ('rocío matutino' en galés) en 1980 e Igam Ogam ('zigzag' en galés) en 1982. Tras este último álbum el grupo se disolvió y tres de sus miembros, Peter Stacey, Delyth Evans y Stevie Wishart, formaron el grupo  de música tradicional galesa y celta Aberjaber.

## Discografía
- Gwlith Y Bore. Sain, SAIN 1169D, 1980
- Igam Ogam. Sain, SAIN 1243M, 1982